# Wellington (regio in Nieuw-Zeeland)
Wellington is een regio van Nieuw-Zeeland op het noordereiland. De hoofdstad is de gelijknamige stad Wellington.